# Крушево (област Пловдив)
Вижте пояснителната страница за други населени места с името Крушево.
Крушево е село в Южна България. То се намира в община Първомай, област Пловдив.

## География
Крушево се намира на 7 км североизточно от Първомай, на двата бряга на река Омуровска, при вливането ѝ в река Марица. На север се издигат последните хълмове на Чирпанските възвишения, а на юг кротко тече река Марица. От запад, недалеч е село Градина, а на изток на около седем-осем км се намира малкото селце Добри дол.

## История
От досегашните изследвания за този край името на селото е открито в два документа-от 1605 – 1607 г. е наречено Халъдлар и Халъдлу. Тогава Хеброс, днешна Марица е плавателен търговски център, а по левият му бряг е минавал утъпкан коларски път, който от турците е наречен Улуйол. Той е вървял по оцедливата и песъклива част на полето. Този коларски, утъпкан път е свързвал по-важните селища и укрепени пунктове по бреговете на Марица. Днешното Крушево е възникнало върху основите на едно от тия стари населени места. Първият българин, дошъл да се засели в Халътово бил Васил Ташев от Буково. Това станало през 1883 г. След това започнало масово заселване от Родопската яка, Средна гора, та чак и от Беломорска Тракия. До1886 г.всички турци напуснали селото. Останали само няколко колиби с турски цигани. Първият кмет на селото е Костадин Тянев. През неговото кметуване, селото от Халътово става Крушево. Някогашните крушаци около селото и по къра още стояли, затова и българите сметнали, че селото си върви с името.

## Религии
Cелото е около 1000 души-800 православни християни,160 турски цигани и 30 мюсюлмани.

## Обществени институции
- Кметство, с първата избрана жена за кмет на селото-госпожа Радка Велева Петкова,
- Народно читалище „Максим Горки-1929“,
- ЦДГ „Пролет“,
- Паметник на загиналите воини в руско-турската война.

## Културни и природни забележителности
Открити са множество древни гробници на траки, живели по тези места на изток от селото.
След сондаж за уран на около 1850 метра е открита вода с 45 градуса по Целзий, лекуваща доста болести.

## Редовни събития
Събора на селото е на Петковден, понеже църквата в селото е „Света Петка“. Църквата е зографисана от Николай Ростовцев